# URBANO V02
URBANO V02（アルバーノ ブイゼロニ）は、京セラによって日本国内向けに開発された、auブランドを展開するKDDIおよび沖縄セルラー電話の第3.9世代移動通信システム（au 4G LTE/au VoLTE）、および第4世代移動通信システム（au 4G LTE CA/WiMAX2+）対応スマートフォンである。製造型番はKYV34（ケーワイブイ サンヨン）。

## 概要
L03およびV01の後継機種であるが全体的にスペックダウンしている代わりにURBANOシリーズのスマートフォンとしては歴代最薄・最軽量を実現し、スタイリッシュに仕上げた。なおこれまでシリーズを通してベース端末は設定されていたが本機でのベース元の端末がなく、新規に開発したモデルとなっている。
シリーズとしては馴染みのあるメタル素材は背面部分と電源やハードウェア（ホーム・戻る・タスク切替）のキーに採用し、持ったときの質感を感じることができる。またハードウェアキーには先代機種と同様に照光し、暗い場所でも分かりやすく工夫している。
液晶は5インチで、解像度はHDに下がったものの、IPS方式になり視野角が向上した。また旭硝子（現・AGC）製「Dragontrail X」の強化ガラス採用と画面枠部分を高くすることにより、キズや割れに強い設計となっている。またau VoLTEに対応した「スマートソニックレシーバー」を搭載し、高音質かつクリアな通話を実現している。
メインカメラは1300万画素センサーを搭載し、先代より撮影モードが一層充実になった。半押しができるシャッターキーも先代に続いて備わっている。また携帯のカメラとしては珍しく4K写真の4:3サイズ（3840×2880：11メガピクセル）の撮影をサポートしているのも大きな特徴である。ただし先代まであった「くっきり高解像撮影」は対応していない。サブカメラはこれまでの97万画素から500万画素へと大幅に向上し、顔検出AFを新たに採用するとともに自撮り性能を初めて強化した。
スマートフォンが初めての方でも分かりやすく、ホーム画面は「標準ホーム」のほか初心者用のホーム画面として「エントリーホーム」やKDDIが提供する「auベーシックホーム」の三種類が用意されている。また従来型端末（フィーチャーフォン）から買い換えした後でも使いやすいよう、ケータイ感覚で文字入力ができる機能も搭載されている。
ただし軽量薄型を犠牲にバッテリー容量は2200mAhに減らされている（取外は不能）。なお、おくだけ充電（Qi）はV01と同様に設定されておらず、ハイレゾ音源の再生機能には非対応である。また、テレビ（ワンセグ）視聴の際は付属のアンテナケーブルをイヤホンジャックに接続する必要があり、「DLNA」や「MHL」といったケーブルを用いるテレビ接続機能、「Dolby Digital Plus」、さらには「USB On-The-Go（USB外部入力機能）」も先代までサポートしていたが本機種では対応していない。
SIMロック解除義務化の開始後に発売した機種で、同時期に発表した「TORQUE G02（KYV35）」と共に対応しURBANOシリーズとしては最初にSIMロック解除をサポートしている。ただしG02とは対照的にAndroid 6.0のアップデートは歴代シリーズと同じく見送りしている。なおG02のテレビCMでは最後の部分に本機が映っているほか「ジュニアスマートフォン miraie」や「シンプルスマートフォン BASIO」も確認されている。
また専用オプションとしてV01に続き京セラ純正の窓つきフリップカバーが用意されている。本カバーは卓上ホルダに対応するほか、新たに背面部分を起こすことによりスタンド機能として使うことも可能である。
キャッチコピーは「Quality For Your Life. ～一歩先を行く、上質な毎日へ。～」。
日本製の端末ではあるものの、特定の言語とアプリの組合せによっては日本語のフォントが正しく表示されない現象が発生している（未だに改善方法は不明である。）。

## その他機能
※PC向けWebブラウザが標準装備されている。携帯向けサイト(EZweb)は他のスマートフォンやPCと同じく閲覧不可。
| 主な機能・対応サービス                                                  | 主な機能・対応サービス                                                        | 主な機能・対応サービス                  | 主な機能・対応サービス        |
| ----------------------------------------------------------------------- | ----------------------------------------------------------------------------- | --------------------------------------- | ----------------------------- |
| Google Play au Market auスマートパス auウィジェット Webブラウザ         | LISMO! for Android LISMO WAVE ハイレゾ音源再生プレイヤー （最大192kHz/24bit） | おサイフケータイ NFC おくだけ充電（Qi） | ワンセグ DLNA/DTCP-IP         |
| au one メール PCメール Gmail EZwebメール                                | デコレーションメール デコレーションアニメ                                     | Friends Note                            | PCドキュメント                |
| au Smart Sports Run & Walk Karada Manager ゴルフ(web版) Fitness、歩数計 | GPS 方位計                                                                    | au oneナビウォーク au one助手席ナビ     | au one ニュースEX au one GREE |
| かんたんメニュー じぶん銀行                                             | 緊急速報メール                                                                | Bluetooth                               | 無線LAN機能 (Wi-Fi)           |
| 赤外線通信 Miracast                                                     | au 3G HIGH SPEED au VoLTE （シンクコール対応） au 4G LTE （CA対応） WiMAX2+   | グローバルパスポート                    | auフェムトセル                |
| microSDHC microSDXC                                                     | モーションセンサー(6軸)                                                       | 防水 防塵                               | 簡易留守録 着信拒否設定       |

- 安心セキュリティパックはフル対応

## 沿革
- 2015年（平成27年）5月14日 - KDDIおよび京セラより公式発表。
- 2015年7月18日 - 日本全国にて順次発売。

## アップデート
2015年12月17日のアップデート
- YouTubeなどのストリーミング向けコンテンツが正常に再生できない場合がある不具合を修正する。
- ビルド番号が100.2.2300から102.0.2800になる。

2016年6月27日のアップデート
- 通話中に突然と切れてしまう場合がある不具合を修正する。
- ビルド番号が102.0.2800から103.0.2930になる。

2016年7月14日のアップデート
- 一部地域で国際ローミング中に音声通話やSMSが利用できない場合がある不具合を修正する。
- ビルド番号が103.0.2930から104.1.2940になる。